# Chlorarachniophyta
Die Chlorarachniophyta sind amöboide Eukaryoten aus der Gruppe der Rhizaria, die durch sekundäre Endosymbiose Chloroplasten besitzen. In der klassischen Systematik wurden sie aufgrund dieser Chloroplasten zu den Grünalgen gestellt. 

## Merkmale
Alle Arten sind einzellig mit nackten amöboiden Zellen. Sie bilden netzartige Pseudopodien mit Extrusomen.
Die Chloroplasten sind leuchtend grün und enthalten Chlorophyll a und b. Die Thylakoide bilden Stapel zu zwei bis sechs. Der Chloroplast ist von vier Membranen umgeben. Innerhalb der ersten zwei Membranen enthält er auch einen Nucleomorph. Dies wird als der Restkern interpretiert: die Amöbe hat einen eukaryoten, photoautotrophen Einzeller, wahrscheinlich eine Grünalge, in Endosymbiose aufgenommen. Der Endosymbiont ist weitgehend reduziert, außer dem Chloroplasten sind nur der Nucleomorph sowie die Membran des Gastes und die Endocytose-Membran des Wirtes vorhanden. Neben dem Nucleomorph gibt es zwischen den Membranen ein Pyrenoid. Das Haupt-Speicherkohlenhydrat ist ein β-1,3-Glucan. Die Cristae der Mitochondrien bilden Tubuli.
Die beweglichen Zellen des Ausbreitungsstadiums besitzen zwei Cilien.
Sexuelle Vermehrung wurde beobachtet, aber noch nicht genauer studiert.

Aufbau und Bestandteile eines Chlorarachniophyten1. Filopodien
2. Extrusom
3. Mitochondrium
4. Verschließvesikel
5. Golgi-Apparat
6. Nucleomorph
7. Plastidenmembranen (4, sekundär grün)
8. Gestapeltes thylakoid
9. Pyrenoid
10. Globuli
11. Endoplasmatisches Retikulum
12. Nucleolus
13. Zellkern
14. Beute im phagosom
15. Verdauungsvakuole

## Ernährung
Sie sind aufgrund ihrer Chloroplasten zwar zur Photosynthese fähig, ernähren sich aber mixotroph: sie fangen auch Bakterien, Flagellaten und eukaryotische Algen.

## Vorkommen
Die Arten leben weltweit in warmen Meeren.

## Systematik
Zu den Chlorarachniophyta zählen vier Gattungen mit sechs beschriebenen Arten:
- Bigelowiella natans
- Bigelowiella longifila
- Chlorarachnion reptans
- Chryptochlora perforans
- Lotharella globosa
- Lotharella amoeboformis

Es sind bereits weitere, noch nicht beschriebene Arten bekannt. Die Gesamtzahl schätzt man auf rund 100 Arten.